# خوان پابلو گارسیا
خوان پابلو گارسیا (اسپانیایی: Juan Pablo García‎؛ زادهٔ ۲۴ نوامبر ۱۹۸۱) بازیکن سابق و مربی فوتبال اهل مکزیک است.
از باشگاه‌هایی که در آن بازی کرده‌است می‌توان به باشگاه فوتبال پوئبلا، باشگاه فوتبال چیواس یواس‌ای، باشگاه فوتبال اطلس، و باشگاه فوتبال تیگرس اونال اشاره کرد.
وی همچنین در تیم‌های ملی فوتبال زیر ۲۳ سال مکزیک و مکزیک بازی کرده‌است.